# Dermbach (Turyngia)
Dermbach – miejscowość i gmina w Niemczech, w kraju związkowym Turyngia, w powiecie Wartburg, siedziba wspólnoty administracyjnej Dermbach.

## Współpraca
Miejscowość partnerska:
- Eiterfeld, Hesja
- Glattbach, Bawaria (kontakty utrzymuje dzielnica Glattbach)